# شوبها تول
شوبها تول (انگلیسی: Shubha Tole؛ متولد اوت ۱۹۶۷) عصب‌شناس هندی، استاد و محقق اصلی در مؤسسه تحقیقات بنیادی تاتا در بمبئی، هند است. تحقیقات او توسعه و تکامل مغز پستانداران را بررسی می‌کند. او در سال ۲۰۱۴ برنده جایزه اینفوسیس در بخش علوم زندگی شد. او همچنین در سال ۲۰۱۶ در لیست ۱۰۰ دانشمند برتر آسیایی قرار گرفت. اکثر تحقیقات تول بر روی تاثیر بیان ژن‌های مختلف بر روی تکامل مراکز مختلف مغزی انجام شده است. تول با سندیپ تریودی در سال ۱۹۸۹ ازدواج کرد.

## اوایل زندگی و تحصیل
تول در اوت ۱۹۶۷ در هند به دنیا آمد. مادرش، آرونا پی و پدرش در اوت ۱۹۶۷ مدیر سامییر، مؤسسه ای تحت وزارت الکترونیک، دولت هند، بود.
تول در کالج سنت خاویر بمبئی در رشته علوم زیستی و بیوشیمی تحصیل کرد و مدرک کارشناسی ارشد و دکتری خود را در موسسه فناوری کالیفرنیا در ایالات متحده گرفت. تول در دانشگاه شیکاگو تحقیقات پسا دکتری خود را انجام داد.

## پژوهش‌ها و حرفه
در سال ۱۹۹۹، تول گروه تحقیقاتی خود را در مؤسسه تحقیقات بنیادی تاتا، بمبئی راه اندازی کرد. دکتر تول و گروه تحقیقاتی او با کشف نقش ژن تنظیم‌کنندۀ LHX2، که جنبه‌های چگونگی شکل‌گیری آمیگدال، قشر مغز و هیپوکامپ را در طول رشد اولیه مغز کنترل می‌کند، شناخته شده‌اند. این گروه همچنین مکانیسم احتمالی را برای چگونگی پیدایش نئوکورتکس در پستانداران پیشنهاد کرد که آن را به ساختار بسیار قدیمی‌تری از مغز، یعنی آمیگدال مرتبط می‌کند. گروه تحقیقاتی او همچنین منشأ رشدی دوگانه را برای ساختارهایی که رفتار تولید مثلی و تهاجمی را در پیاز بویایی کمکی در پستانداران کنترل می‌کنند، کشف کردند. تول ارائه «مغز انعطاف‌پذیر ما» را در مارس ۲۰۱۹ در سالن سخنرانی تد انجام داد، او در این ارائه درباره مکانیسم‌ها و توانایی مغز انسان برای ارتقای خود و بهبود صحبت کرد.
تول همچنین عضویت در گروه‌های دانشگاهی مانند کمیته امور بین‌المللی انجمن آمریکایی بیولوژی سلولی داشته و همچنین عضو آکادمی ملی علوم هند و آکادمی علوم هند بوده است.

## زندگی شخصی
تول از سال ۱۹۸۹ با فیزیکدان نظری سندیپ تریودی ازدواج کرده است. آنها دو پسر دارند.

## افتخارات و جوایز
‌تول بورسیۀ بین‌المللی ارشد ولکام تراست (۱۹۹۹)، بورسیۀ سوارناجایانتی از وزارت علوم و فناوری دولت هند (۲۰۰۵)، جایزه زن زیست‌شناس ملی از وزارت بیوتکنولوژی دولت هند (۲۰۰۸)، جایزه پژوهشی برای نوآوری در علوم اعصاب ایالات متحده (RA)، جایزه تحقیقاتی برای نوآوری در علوم اعصاب ایالات متحده (RA) در سال ۲۰۰۸ و جایزه شانتی سواروپ بهاتناگار (۲۰۱۰) دریافت کرده است. او همچنین جایزه سفر تحقیقاتی ولکام تراست را توسط دانشگاه استنفورد برای یک سال ساباتیک در سال ۲۰۰۸ و در سال ۲۰۱۴، تول جایزه ۵۵ لک روپیه اینفوسیس را به خاطر کارش در توضیح مکانیسم‌ها و ژن‌های دخیل در تشکیل هیپوکامپ دریافت کرد. در سال ۲۰۱۶، او برنده جایزه ۱۰۰ دانشمند برتر آسیایی شد که توسط موسسه برترین دانشمند آسیایی، اعطا می‌شود.

## انتشارات
LHX2 با کمپلکس NuRD تعامل دارد و تعیین‌کننده‌های زیرنوع نورون قشر مغز Fezf2 و Sox11 را تنظیم می‌کند. Dmrt5، یک عامل نوروژنیک جدید، به‌طور متقابل Lhx2 را تنظیم می‌کند تا کلید سرنوشت سلول نورون-گلیا را در هیپوکامپ در حال توسعه کنترل کند عملکردهای LHX2 و PAX6 در مخ در حال توسعه با از دست دادن ترکیبی هر دو ژن آشکار شد.